# Felician Mureșan
Felician Mureșan (* 1938; † 3. Juli 2012) war ein rumänischer Fußballspieler.

## Sportlicher Werdegang
Mureșan spielte zwischen 1956 und 1963 für den seinerzeit unter dem Namen Știința Cluj antretenden Klub Universitatea Cluj, dabei bestritt er 94 Ligaspiele. 1958 stieg er mit dem Klub in die Divizia A auf, in den folgenden Jahren etablierte er sich mit der Mannschaft im vorderen Tabellenmittelfeld. Ein Titelgewinn blieb ihm im Erwachsenenbereich verwehrt.
Im Sommer 2012 starb Mureșan, der die Geschicke seines ehemaligen Klubs weiterhin verfolgte und – von diesem eingeladen – an der Einweihung der modernen Spielstätte Cluj Arena im Herbst 2011 teilgenommen hatte, im Alter von 74 Jahren.